# 京都大学霊長類研究所
京都大学霊長類研究所（きょうとだいがくれいちょうるいけんきゅうじょ、英語: Primate Research Institute、略称: 霊長研）は、2022年3月まで設置されていた、霊長類に関する総合的研究を行うことを目的とする、京都大学の附置研究所である。1967年6月1日設立。霊長類学の総合的研究を専門とする拠点としては国内唯一である。
愛知県犬山市官林に所在する。キャンパス用地は設立時に名古屋鉄道（名鉄）より寄附を受けた。
後述の不正経理事案を受け、2022年4月に「ヒト行動進化研究センター」「野生動物研究センター」「生態学研究センター」「理学研究科生物化学専攻」へと改編された。

## 概要
京都大学霊長類研究所の創始は、京都大学理学部と人文科学研究所に所属する今西錦司が、1950年には霊長類の研究グループを発足させ、霊長類学の礎を築いたことに端を発する。1950年代にニホンザル、チンパンジーなどの生態研究を行い、相互行為や社会構造を基に系統比較を重視する研究が日本の研究者によって進められた。
1967年（昭和42年）、日本学術会議が内閣総理大臣に勧告して霊長類学研究所の必要性が認められることとなった。以来、日本で唯一の霊長類学の総合研究拠点として、全国各地の大学、研究所などの霊長類を対象とする研究者の受け皿となり、50年にわたって学際的、先導的な研究が活発に行われていた。ヒトを含めた霊長類の学際的基礎研究をしているところに、本研究所の大きな特色がある。2010年（平成22年）4月から2022年3月まで共同利用・共同研究拠点「霊長類学総合研究拠点」に認定されていた。

## 沿革
- 1964年5月 - 日本学術会議が内閣に対し、「霊長類研究所（仮称）の設立について」勧告。
- 1965年7月 - 文部省学術奨励審議会学術研究体制分科会が文部大臣に対し、霊長類研究所を京都大学に全国共同利用研究所として附置し、愛知県犬山市の日本モンキーセンター隣接地に設置することを答申。
- 1967年
  - 5月 - 国立学校設置法の一部改正（昭和42年法律第18号）。
  - 6月 - 京都大学霊長類研究所設立、当初は形態基礎研究部門、神経生理研究部門の2研究部門を設置。
  - 9月 - 初代所長に近藤四郎が就任。
- 1968年4月 - 愛知県犬山市に仮研究棟が完成。
- 1969年
  - 4月 - 心理研究部門、社会研究部門、変異研究部門を設置、幸島野外観察施設、サル類保健飼育管理施設設置。
  - 8月 - 全国共同利用を開始。
- 1970年4月 - 生活史研究部門設置。
- 1971年4月 - 生理研究部門設置。
- 1973年4月 - 生化学研究部門設置。
- 1975年4月 - 系統研究部門設置。
- 1983年4月 - 幸島野外観察施設をニホンザル野外観察施設に改組。
- 1989年10月 - 複数のチンパンジーが施設から脱出し、児童を襲撃する事件が発生[9]。
- 1993年4月 - 9研究部門を4大研究部門（10分野）に改組、思考言語分野設置。
- 1995年3月 - 類人猿行動実験研究棟（新棟）完成。
- 1999年4月 - サル類保健飼育管理施設を人類進化モデル研究センターに改組し、3研究領域、1外国人客員研究領域にて設置。
- 2006年10月 - 寄附研究部門として比較認知発達（ベネッセコーポレーション）研究部門を設置。
- 2007年
  - 4月 - リサーチリソースステーション (RRS) を設置。
  - 8月 - 寄附研究部門として福祉長寿研究部門を設置。
- 2008年
  - 3月 - 本棟の耐震工事竣工。
  - 4月
    - 野生動物研究センター設置に伴い、ニホンザル野外観察施設、福祉長寿研究部門を同センターへ移行。
    - 国際共同先端研究センター設置。
- 2010年3月 - 寄附研究部門としてボノボ（林原）研究部門を設置。
- 2011年8月 - 京都大学野生動物研究センターの附属施設「熊本サンクチュアリ」発足。
- 2022年3月 - 後述の不正発覚により廃止。「ヒト行動進化研究センター」「野生動物研究センター」「生態学研究センター」「理学研究科生物科学専攻」に改編。

## 飼育サル
2006年（平成18年）10月1日現在、814頭のサルを飼育している。
- コモンマーモセット：22
- ワタボウシタマリン：27
- ヨザル：16
- リスザル：4
- フサオマキザル：11
- ケナガクモザル：1
- ミドリザル：2

- ミドリザル × パタスザル：1
- ニホンザル：348
- ニホンザル（NBR）[10]： 73
- ヤクシマザル：4
- アカゲザル：218
- タイワンザル：7
- ブタオザル：1

- ボンネットザル：9
- カニクイザル：46
- スラウェシマカク：1
- マントヒヒ：6
- アジルテナガザル：3
- チンパンジー：14

## 歴代所長
- 初代：近藤四郎（1967年6月 - 1973年3月）
- 第2代：大沢済（1973年4月 - 1975年3月）
- 第3代：近藤四郎（1975年4月 - 1978年1月、再度就任）
- 第4代：河合雅雄（1978年1月 - 1982年1月）
- 第5代：久保田競（1982年1月 - 1984年1月）
- 第6代：野澤謙（1984年1月 - 1990年1月）
- 第7代：久保田競（1990年1月 - 1996年1月、再度就任）
- 第8代：杉山幸丸（1996年1月 - 1999年3月）
- 第9代：小嶋祥三（1999年4月 - 2003年3月）
- 第10代：茂原信生（2003年4月 - 2006年3月）
- 第11代：松沢哲郎（2006年4月 - 2012年3月）
- 第12代：平井啓久（2012年4月 - 2016年3月）
- 第13代：湯本貴和（2016年4月 - 2022年3月）

## 組織
霊長類研究所には5つの研究部門（12分野）と2つの付属研究施設がある。

### 研究部門
進化系統研究部門
- 進化形態分野（旧：形態進化分野）
- ゲノム多様性分野（旧：集団遺伝分野）
- 系統発生分野

社会生態研究部門
- 生態保全分野（旧：生態機構分野）
- 社会進化分野（旧：社会構造分野）

行動神経研究部門
- 思考言語分野
- 認知学習分野
- 高次脳機能分野（旧：行動発現分野）

分子生理研究部門
- 統合脳システム分野（旧：器官調節分野）
- 遺伝子情報分野

寄附研究部門
- 比較認知発達（ベネッセコーポレーション）研究部門
- ボノボ（林原）研究部門

### 付属施設
- 人類進化モデル研究センター（実験動物科学）
- 国際共同先端研究センター

## 教育と研究
京都大学大学院理学研究科生物科学専攻霊長類学系の教育に協力講座として参画している。京都大学を中心とした日本の霊長類学の伝統もあり、日本の学術的研究所の中で国際的にも広く知られた研究所の一つである。

### 研究
21世紀COEプログラム
- 2002年（平成14年）

生命科学
- 生物多様性研究の統合のための拠点形成

## 不祥事・事件・事故

### チンパンジーの脱走および人間への襲撃事件

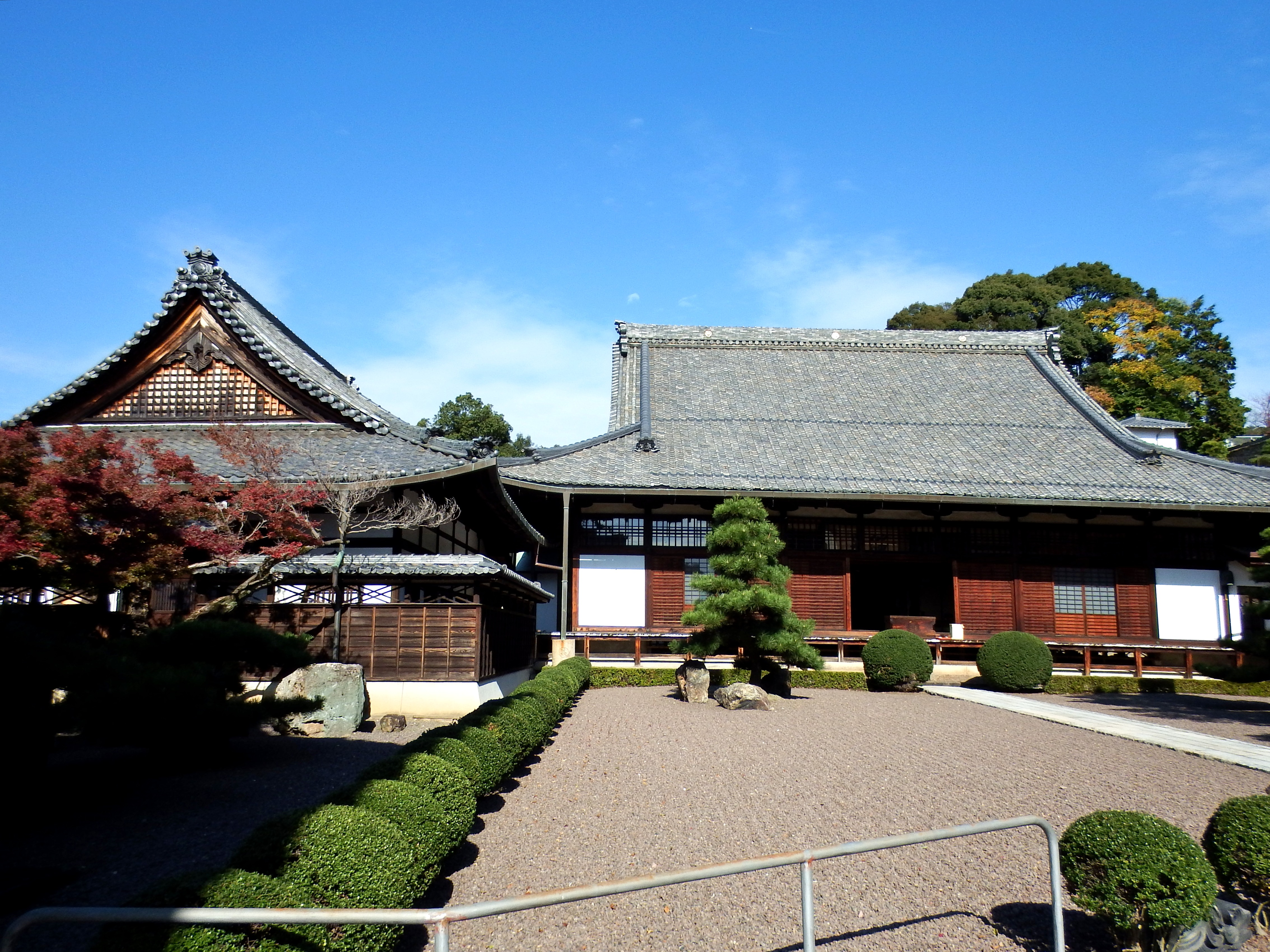
アキラが隠れていた瑞泉寺

1989年（平成元年）10月3日、研究所内で飼育されていたアイ、アキラら複数のチンパンジーが施錠中の檻から脱走して、逃げまどう3名の小学生を追撃し、一人に傷害を負わせた事件が発生している。アイは調理室に逃げ込み獣医により麻酔銃で撃たれ捕獲された。アキラは研究所外に逃走し、発見されたのは翌日近くの瑞泉寺別院であった。愛知県警察により飼育担当技官が取り調べを受けたが、チンパンジーが学習により人間が行う複雑な開錠方法を学び実行したと判断され、施設側に対する刑事責任は見送られた。結果として被害は重症ではなく、事件当時チンパンジーの危険性は市井においてあまり知られておらず、地域住民の施設への組織的な責任追及や施設存続への反対運動の動きは起こらなかった。しかし事件後研究所は事件を重大視し、飼育管理の厳格化を迫られた。

### 研究費の不正使用
2006年（平成18年）から2012年（平成24年）まで所長を務めた松沢哲郎が、同研究所などの設備工事に絡み、国からの研究資金を不正に使用していたとして、京大が内部調査していることが、2019年（令和元年）12月6日に一部新聞で報じられた。2020年4月22日、京都大学の調査委員会は、教員4人が入札前に業者に予算額を伝えたり、入札にすべき発注を随意契約にするなどにより、研究費約5億円が不正支出されていたとする報告書を取りまとめた。
この不祥事を受けて、大学は研究所を2022年3月で解散、「ヒト行動進化研究センター（仮称）」に改める組織改編を2021年10月に発表した。

### 元教授による論文捏造
本研究所の元教授である正高信男が発表した4本の論文について、京都大学は2021年10月15日、データの捏造が行われたと認定した。論文は2014年から2019年にかけて執筆されていた。例えば2019年の論文について、正高は調査委員会の聞き取りに応じず、実験データは提出されず、実験が行われた事実も確認されなかった。この調査結果を受け、大学は正高に対して論文の撤回を勧告した。
2022年1月、大学は正高に対して懲戒解雇相当の処分とし、支給停止としていた退職金の正式な不支給を決定した。また、この処分に関する手続きでも正高とは連絡が取れなかったという。

## 出版
- 『霊長類進化の科学』（京都大学学術出版会）、2007年 - 40周年記念誌
- 『新しい霊長類学』（講談社）、2007年 - 上記の一般向けの姉妹書